# كأس هندوراس 2015
كأس هندوراس 2015 (بالإسبانية: Copa de Honduras 2015)‏ هو موسم من كأس هندوراس. كان عدد الأندية المشاركة فيه 64، وفاز فيه نادي ديبورتيفو أوليمبيا.